# Cadavre exquis, première édition
Pour les articles homonymes, voir Cadavre exquis (homonymie).
Cadavre exquis, première édition est un film québécois sorti en 2006.

## Synopsis
Roxy, un chanteur glam-rock sur le déclin qui a signé un pacte avec le Diable, passe par plusieurs émotions intenses lorsque neuf auteurs-réalisateurs prennent le contrôle de sa destinée en réécrivant sa vie comme bon leur semble. Il croisera dans cette existence qui lui échappe plusieurs personnages colorés : des femmes qu'il a aimées bien qu'il ne les reconnaisse pas toujours, un dealer malhonnête qui l'égare encore plus, une drag queen sur le retour, un auteur de théâtre raté, une tenancière de bar intéressée et bien sûr, Méphistophélès sous toutes ses formes.

## Concept
Inspiré du jeu cadavre exquis, né de l'esprit libre qui sévissait au sein du mouvement surréaliste durant les années 1920 : Un nombre déterminé de collaborateurs formait un collage collectif, que ce fût de mots, d'images ou de phrases musicales, sans qu'aucun d'entre eux n'eût connaissance de la proposition du participant qui le précédait. Et lorsque tous s'étaient exécutés, on découvrait enfin l'œuvre collective qui découlait de ces jumelages hétéroclites.
Dans la réalisation de ce film, dévoilé lors du 30e anniversaire du Festival des films du monde de Montréal, les concepteurs Adrien Lorion, David Étienne et Michel Laroche, ont greffé quelques variantes à cet exquis cadavre. Ils ont, pour commencer, imposé une bible d'une trentaine de personnages fictifs qui ont servi d'univers et de distribution aux cinéastes, ainsi qu'à neuf auteurs-compositeurs, qui se sont inspirés de ceux-ci pour produire leur segment et ainsi créer une histoire qui évolue de façon surprenante et inattendue.

## Fiche technique
- Titre : Cadavre Exquis première édition
- Idée originale : Adrien Lorion, David-Étienne et Michel Laroche
- Création des personnages : Jean-François Gros d'Aillon
- Réalisateurs : Virginie Brault, Jean-Félix Maynard, Brian Desgagné, Martin Bourgault, François Lussier, Philippe Melançon, Jean-François Gros d'Aillon, Diane Gagnon, Stéphan Doe, Michel Lauzon, Antonin Monmart et Florian Cossen
- Production : Communications Rivage
- Coproduction : Production Starbec
- Producteur exécutif : David Étienne
- Producteur délégué : Michel Laroche
- Productrice déléguée : Diane Gagnon
- Conception artistique et visuelle : Adrien Lorion
- Direction photo : Pierre Tremblay, Marc Warden, Alexandre Buissière, Antonin Monmart, Virginie Brault, Jean-Félix Maynard et Brian Desgagné
- Assistant à la production : Louis Giroux, Jacob Groulx et Nadia Larouche
- Prise de son : David Étienne, Bruno Beauregard, Louis Léger, Marc Warden et Félix Boisvert
- Générique d'ouverture : François Cliche
- Effets spéciaux : Msfx Studio et Silvain Ledoux
- Coloriste : Sylvie-Marie Fortier
- Compositing : Dominic Dauphin
- Maquillage : Émilie Fournier
- Electros/machinos : Vincent Bédard, Dominic Prévost, David Fafard et Audray Lapointe
- Montage: Virginie Brault, Diane Gagnon, Francis Macerola, Martin Bourgault, Stéphan Doe, Michel Lauzon et Antonin Monmart
- Montage final : Flik Studio
- Musique originale : Jocelyn Leblanc
- Musique : David Étienne, Annie Dufresne, Dédé Traké, Jean-François Fortier, Kaliroots, Antoine Gratton, Alain Simard (réalisateur), Nancy Dumais, Jonathan Painchaud
- Narration : Roger Tabra
- Promotion : Daniel Bibeau
- Relation de presse : Sandra Paré
- Genre : Drame
- Film québécois
- Durée : 76 minutes
- Date de sortie en salle :  24 août 2006
- Date de sortie en DVD :  4 avril 2007

## Distribution
- Alexis Bélec : Roxy
- Annie Dufresne : Jeanne De Cactus
- Sabine Karsenti : Maya
- Pierre-Antoine Lasnier : Le dealer
- Jean-Guy Bouchard : Méphisto
- Bénédicte Décary : Méphisto
- Marc-François Blondin : Pete Paquette
- Pierre Verville : Méphisto
- Luc Provost : Mado Lamotte
- Patricia Tulasne : Martine, la tenancière
- Pierre Rivard : Le Barmen Ned
- Zoé Letendre - Jessica
- Jacques Bassal - Le Barmen
- Denis Melançon - Dr Denis Martin
- Karim Benzaid - Le vendeur de roses
- Martin Bourgault - L'interviewer
- Yano Rock - Yan Hamel
- David Étienne - David Gariépy
- Bruno Beauregard - Le guitariste
- Antoine Gratton - Le drummeur
- Normand Boivin - L'Animateur
- Yann Perreau - Yann Perreau
- Pierre-Michel Le Breton - Le mangueur
- Mathieu Samson - Imitateur d'Elvis
- Sophie Galarneau - Sophie Bérubé
- Henri Mercier - Henri Tremblay-Bérubé
- Francis Lussier - Francis Tremblay
- Rénald Joyal - Rénald Bérubé
- Rachel Chavannes - Rachel Henri
- Guy Martel - L'Amant
- Jacinthe Pilote - L'agresseur
- Jacob Groulx - Le Complice
- Guillaume Baillargeon - Le Sauveur
- Jean-Francois Galipeau  Le Serveur
- Maude Payette - La Femme Rétro
- Jean-François Gros d'Aillon - L'homme buveur
- Nadia Larouche - La Serveuse
- Momo - Clodo
- Valérie Laroche - Femme 1
- Virginie Brault - Femme 2

## Bande originale
- Narration : Roger Tabra
- Sébastien Plante (Les Respectables): Le Cadavre Exquis (Serge Gainsbourg)
- David-Étienne/Serge Billon Galland : Les cons qui s'adorent
- Annie Dufresne : La Diva
- Dédé Traké: Tous les jours est un combat
- Jean-François Fortier: Sur le Boulevard
- Kaliroots : Y faut pas chercher à comprendre
- Antoine Gratton : En amour
- Alain Simard (réalisateur): Si in Love with you
- Nancy Dumais : Rock Star
- Jonathan Painchaud : Héros
- L'OVMF : Crystalis